# Індиго

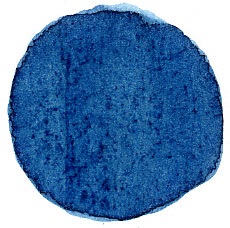
Зразок барвника індиго на папері

Структура барвника індиго

Інди́го (ісп. Indigo з лат. indicum, від грец. Ινδικός — індійський) — синій кубовий барвник. Хімічна формула — C16H10N2O2.
Кристали темно-синього кольору, які погано розчиняються в більшості органічних розчинників і слабко розчиняються в нітробензолі, хлороформі.

## Одержання

### З природних джерел
Раніше добували з рослини індиго (рід Індигофера). Вони містять глюкозид енольної форми індоксилу, який гідролізується, вивільняючи вільний індоксил. Останній на повітрі окиснюється, утворюючи індиго.

### Синтез
В 1897 році Карл Гейман запропонував метод синтезу барвника (синтез Геймана):

## Індигокармін
Під час сульфування перетворюється на індигокармін, який застосовують як окисно-відновний індикатор та для виготовлення чорнила, синьки, акварельних фарб.
Індиго є великотонажним товаром, більшу частину якого використовують для фарбування тканин.